# Супергетеродинный радиоприёмник
Супергетероди́нный радиоприёмник (супергетероди́н) — один из типов радиоприёмников, основанный на принципе преобразования принимаемого сигнала в сигнал фиксированной промежуточной частоты (ПЧ) с последующим его усилением. Основное преимущество супергетеродина перед радиоприёмником прямого усиления в том, что наиболее критичные для качества приёма части приёмного тракта (узкополосный фильтр, усилитель ПЧ и демодулятор) не требуют перестройки по частоте при настройке на радиостанции, работающие на разных частотах, что позволяет выполнить эти части со значительно лучшими характеристиками.
Супергетеродинный приёмник изобрели почти одновременно немец Вальтер Шоттки и американец Эдвин Армстронг в 1918 году, основываясь на идее француза Л. Леви.

## Устройство

Графики поясняющие принцип преобразования частоты и прохождение сигнала в супергетеродином радиоприёмнике. По горизонтальной оси всех графиков отложена частота f. Синие графики представляют уровень сигнала (напряжение) в различных участках радиоприёмника. Красные графики — передаточные функции фильтров; ширина красной полосы представляет коэффициент передачи на различных частотах. На верхнем графике показано напряжение от антенны, подаваемое на приемник. Это сумма сигналов (светло-синие фигуры) от нескольких радиопередатчиков на разных частотах. Сигнал S1 — это принимаемый сигнал. Каждый сигнал состоит из несущей частоты (темно-синяя вертикальная линия) с боковыми полосами по обе стороны от неё (голубые полосы). Вначале сигнал от антенны проходит через ВЧ-фильтр. Его назначение — ослабить любой сигнал, например, S2 с зеркальной частотой, равной разности частоты гетеродина и промежуточной частоты (ПЧ), который без принятия мер для его подавления создавал бы помехи для принимаемого сигнала. На третьем графике показаны сигналы, подаваемые на смеситель, состоящие из сигнала гетеродина и четырех радиосигналов. В смесителе сигнал гетеродина (СГ) испытывает биения с четырьмя сигналами, порождая разностные частоты между частотами сигналов и частотой гетеродина. На 4-м графике показаны эти разностные частоты. Фильтр ПЧ (5-й график) выбирает частоту полезного сигнала S1 (6-й график) и блокирует остальные частоты вместе с мешающими комбинационными частотами.

Упрощённая структурная схема супергетеродина с однократным преобразованием частоты показана на рисунке. Радиосигнал из антенны подаётся на вход усилителя высокой частоты (в упрощённом варианте он может и отсутствовать), а затем на вход смесителя — специального нелинейного элемента с двумя входами и одним выходом, осуществляющего операцию преобразования сигнала по частоте. На второй вход смесителя подаётся сигнал с локального маломощного генератора высокой частоты — гетеродина, частота которого отличается от частоты принимаемого сигнала на известную[какую?] величину.
Таким образом, на выходе смесителя образуются сигналы с частотой, равной сумме и разности частот гетеродина и принимаемой радиостанции. Кроме того, на выходе смесителя может образовываться другой сигнал с промежуточной частотой, отличающийся от частоты принимаемого сигнала на удвоенную промежуточную частоту — так называемый сигнал или помеха по зеркальному каналу. Эта помеха снижается с помощью входного радиочастотного фильтра, настроенного на частоту принимаемого сигнала (подробнее о зеркальной помехе далее).
Разностный сигнал постоянной промежуточной частоты (ПЧ) выделяется с помощью полосового фильтра и усиливается в усилителе ПЧ, после чего поступает на демодулятор, восстанавливающий сигнал низкой (звуковой) частоты. Чтобы изменить частоту настройки приёмника, нужно изменить частоту гетеродина и, возможно, перестроить входные фильтры, настроенные на частоту сигнала. Фильтры ПЧ при этом перестраивать не нужно. Основное усиление сигнала происходит в усилителе ПЧ.
В обычных вещательных приёмниках длинных, средних и коротких волн промежуточная частота, как правило, равна нескольким десяткам или сотням килогерц (в СССР чаще всего — 465 кГц), в бытовых ультракоротковолновых радиоприёмниках для приёма сигналов с частотной модуляцией — несколько мегагерц. В телевизорах ПЧ составляет десятки мегагерц.
В связных и высококлассных вещательных приёмниках применяют двойное (редко — тройное) преобразование частоты. О преимуществах такого решения и критериях выбора первой и второй ПЧ сказано ниже.

## Преимущества
- Высокая чувствительность. Супергетеродин позволяет получить большее усиление по сравнению с приёмником прямого усиления. В супергетеродинах основное усиление осуществляется на промежуточной частоте, которая, как правило, ниже частоты приёма; чем ниже частота сигнала, тем проще построить для него устойчивый усилитель с большим коэффициентом усиления.
- Высокая избирательность, обусловленная фильтрацией сигнала в канале ПЧ. Фильтр ПЧ можно изготовить со значительно более высокими параметрами, так как его не нужно перестраивать по частоте. Например, широко используют кварцевые, пьезокерамические и электромеханические фильтры сосредоточенной селекции, а также фильтры на поверхностных акустических волнах. Они позволяют получить сколь угодно узкую полосу пропускания с очень большим подавлением сигналов за её пределами.
- Возможность принимать сигналы с модуляцией любого вида, в том числе с амплитудной манипуляцией (радиотелеграф), однополосной модуляцией и частотной модуляцией.

## Недостатки

### Помехи по зеркальной частоте

Графики радиосигналов в разных точках супергетеродинного радиоприемника иллюстрирующие возникновение и прохождение по тракту помехи с зеркальной частотой и поясняющая почему приемнику обычно необходим входной радиочастотный фильтр. По горизонтальной отложена частота сигналов, а вертикальная ось — напряжение, или на красном графике коэффициент передачи фильтра в зависимости от частоты. На диаграммах показано влияние помехи по зеркальному каналу в супергетеродине без входного фильтра.
В супергетеродине сигнал нужной радиостанции (S1, синий) на частоте смешанный с синусоидальным сигналом от гетеродина на частоте, образует биения с частотой, равной разности частот сигнала и гетеродина, эта частота называется промежуточной частотой (ПЧ). После смешения в смесителе сигнал S1 проходит через полосно-пропускающий фильтр ПЧ, который блокирует сигналы всех других частот и далее демодулируется.
Также есть вторая частота, расположенная на оси частот по другую сторону от частоты гетеродина и отстоящая от частоты гетеродина на величину промежуточной частоты, которая также создает сигнал с частотой равной ПЧ при смешивании, возможно присутствующего на этой частоте мешающего сигнала S2, с сигналом гетеродина. Эта частота называется зеркальной частотой. При этом на входе усилителя ПЧ действуют сигналы двух частот:
Если на зеркальной частоте присутствует сигнал (S2, зелёный), он будет смещён на частоту ПЧ относительно частоты гетеродина и пройдет через фильтр ПЧ вместе с полезным сигналом S1 (нижний график), создавая помехи для него. Таким образом, супергетеродинные радиоприемники обычно должны иметь полосовой фильтр, называемый «ВЧ-фильтр», до смесителя, чтобы подавить мешающие сигналы на зеркальной частоте. В примере на рисунке для наглядности частота зеркального сигнала S2 показана немного смещённой вверх от зеркальной частоты, поэтому при смещении его спектра на промежуточную частоту она не точно совпадает с полезным сигналом SI, из-за чего эти два сигнала почти сливаются на графике

Наиболее значительным недостатком является наличие так называемого зеркального канала приёма — второй входной частоты, дающей такую же разность с частотой гетеродина, что и рабочая частота. Сигнал, передаваемый на этой частоте, может проходить через фильтры ПЧ вместе с полезным сигналом.
Например, пусть приёмник имеет ПЧ 6,5 МГц и настроен на радиостанцию, передающую на частоте 70 МГц, тогда частота гетеродина равна 76,5 МГц. На выходе фильтра ПЧ будет выделяться сигнал с частотой 76,5 — 70 = 6,5 МГц. Однако, если на частоте 83 МГц работает другая мощная радиостанция, и её сигнал может просочиться на вход смесителя, то разностный сигнал с частотой 83 − 76,5 = 6,5 МГц не будет подавлен, пройдёт через усилитель ПЧ и создаст помеху полезному сигналу. Величина подавления такой помехи (избирательность по зеркальному каналу) зависит от эффективности входного фильтра и является одной из основных характеристик супергетеродина.
Помехи по зеркальному каналу уменьшают двумя путями. Во-первых, применяют более сложные и эффективные входные полосовые фильтры, состоящие из нескольких колебательных контуров. Это усложняет и удорожает конструкцию, так как узкополосный входной фильтр нужно ещё и перестраивать по частоте, притом согласованно с перестройкой частоты гетеродина, удерживая при перестройке разность частот сигнала и входного полосового фильтра равной ПЧ. Во-вторых, промежуточную частоту выбирают достаточно высокой по сравнению с частотой приёма. В этом случае зеркальный канал приёма оказывается сдвинутым относительно далеко по частоте от полезного сигнала, и даже несложный входной фильтр приёмника может более эффективно его подавить. Иногда ПЧ даже делают намного выше частот приёма (так называемое преобразование вверх, при этом часто, ради упрощения приёмника, вообще отказываются от входного полосового фильтра, заменяя его неперестраиваемым фильтром нижних частот. В селекторах каналов аналоговых телевизионных приёмников, являющихся по сути преобразователем частот сигналов из эфира в промежуточные частоты звука и изображения телевизионного приёмника, наоборот, применяют фильтр верхних частот[почему?]. В высококачественных связных приёмниках часто применяют метод двойного (иногда и тройного) преобразования частоты, причём, если первую ПЧ выбирают высокой по описанным выше соображениям, то вторую делают низкой (сотни, иногда даже десятки килогерц), что позволяет более простыми методами сужать принимаемую полосу частот и более эффективно подавлять помехи от близких по частоте станций, то есть повышать избирательность приёмника по соседнему каналу. Приёмники с многократным преобразованием частоты, несмотря на достаточно высокую сложность построения, наладки и стоимости, широко применяются в профессиональной и любительской радиосвязи (см., например, Р-250, Трансивер UW3DI).

### Паразитный канал приёма сигналов с промежуточной частотой
Кроме того, в супергетеродине возможен паразитный приём сигналов с промежуточной частотой. При этом сигнал с антенны с частотой, попадающей в полосу пропускания канала ПЧ, проходит через входные цепи и смеситель на вход усилителя ПЧ и усиливается им. Эту помеху подавляют экранированием отдельных узлов и приёмника в целом, а также применением на антенном входе фильтра-пробки (режекторного фильтра), настроенного на промежуточную частоту, применённую в данном приёмнике.
В целом, супергетеродин требует гораздо большей тщательности в проектировании и наладке, чем простой приёмник прямого усиления. Приходится применять меры для обеспечения стабильности частоты гетеродинов, так как от неё зависит точность настройки на станцию и соответственно качество приёма. Сигналы гетеродина или гетеродинов не должны с высокой мощностью просачиваться в антенну, чтобы приёмник сам не становился источником помех. Если в приёмнике больше одного гетеродина, существует вероятность того, что биения между какими-то из их гармоник окажутся в полосе звуковых частот и дадут помехи в виде свистов на выходе приёмника. Это устраняют рациональным выбором частот гетеродинов и тщательным экранированием узлов приёмника друг от друга.

## История

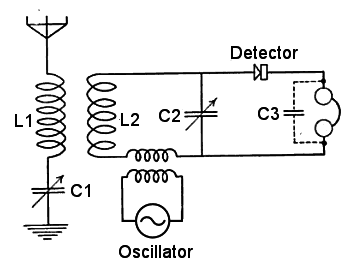
Гетеродинный приёмник Фессендена для приема на слух телеграфных сигналов. Для выделения частоты биений применён кристаллический детектор.

Использование в приёмнике вспомогательного местного генератора радиочастотных колебаний впервые предложил американец Фессенден в 1901 году. Он же впервые применил термин «гетеродин», слово составленное из греческих слов «гетеро» — «чужой» и «дин» — «сила». В приёмнике Фессендена гетеродин работал на частоте очень близкой к частоте принимаемого сигнала, и возникающие при этом биения со звуковой частотой между колебаниями гетеродина и сигналом принимаемой станции позволяли принимать непрерывный сигнал (без амплитудной модуляции), или телеграфный сигнал на слух (этот принцип теперь применяется в приёмниках прямого преобразования, в таких приёмниках гетеродин принято называть гомодином).
Гетеродинные приёмники быстро[как?] усовершенствовались с изобретением в 1913 году лампового генератора высокой частоты (до этого применялись электромашинные генераторы повышенной частоты).
В 1917 году французский инженер Л. Леви запатентовал принцип супергетеродинного приёма. В его приёмнике частота радиочастотного сигнала преобразовывалась не непосредственно в звуковую частоту, а в промежуточную частоту, которая выделялась на колебательном контуре настроенном на эту частоту, и уже после этого поступала на детектор.
В 1918 году В. Шоттки дополнил структуру Леви усилителем промежуточной частоты (УПЧ). Структура супергетеродина была выгодна в то время ещё и тем, что лампы того времени не обеспечивали нужного усиления на частотах выше нескольких сот килогерц из-за эффекта Миллера в триодах. Посредством гетеродинирования спектр сигнала сдвигался в область более низких частот и можно было за счёт увеличения коэффициента усиления повысить чувствительность приёмника.
Независимо от Шоттки к аналогичной структуре пришел Э. Армстронг (его патент получен в декабре 1918 года, патентная заявка Шоттки сделана в июне). Армстронг впервые построил и испытал прототип супергетеродинного приёмника. Он же указал на возможность многократного преобразования частоты.
В декабре 1921 года английский радиолюбитель принял сигналы станций из США на супергетеродинный приёмник с пятикаскадным УПЧ. С этого события к супергетеродинам появляется повышенный интерес. Первые супергетеродины были громоздки, дороги и неэкономичны из-за большого числа электровакуумных ламп. Приём сопровождался интермодуляционными свистами, проникающий в антенну сигнал гетеродина создавал помехи другим приёмникам. Некоторое время[какое?] обсуждался вопрос — что лучше: более простой и надёжный приёмник прямого усиления, или сложный, капризный[почему?], но высокочувствительный супергетеродин, который может работать с небольшой комнатной антенной? Супергетеродин даже на некоторое время уступил позиции на рынке приёмникам прямого усиления, когда применение тетродов вместо триодов заметно улучшило их характеристики. Но дальнейшее совершенствование приёмно-усилительных радиоламп позволило существенно упростить и удешевить супергетеродинный приёмник, так как появились многосеточные лампы, позволяющие строить усилители с большим коэффициентом усиления на высокой частоте, специализированные многосеточные лампы для преобразователей частоты, каскады на которых выполняли одновременно функции смесителя и гетеродина, а также комбинированные лампы, содержащие в одном баллоне два-три электронных прибора. Простой супергетеродин стало возможно построить всего на трёх-четырёх лампах, не считая выпрямителя, реализуемого в то время на электровакуумном приборе — кенотроне. Благодаря этому и другим усовершенствованиям с 1930-х годов супергетеродинная структура постепенно становится доминирующей для связных и бытовых радиовещательных приёмников. Кроме того, в 1930 году истёк срок действия патента на принцип супергетеродинного приёма.
В России и СССР первым серийным супергетеродином был, по одним источникам, приёмник танковой радиостанции 71-ТК разработки 1932 года (завод № 203 в Москве), по другим — вещательный СГ-6 (временем выпуска не позже 1931 года, на заводе имени Козицкого в Ленинграде), по третьим источникам — радиоприёмник «Дозор», разработанный в конце 1920-х годов в «Остехбюро» и переданный в серийное производство на тот же завод имени Козицкого.
Первым бытовым супергетеродином, выпускавшимся серийно в больших количествах с 1936 года был радиоприёмник СВД. Примерно с конца 1950-х годов бытовые радиовещательные и телевизионные приёмники в СССР строились почти исключительно по супергетеродинной схеме (кроме некоторых сувенирных приёмников, радиоконструкторов для начинающих и некоторых специализированных и измерительных радиоприёмников).